# 타리크 램프티
타리크 콰메 니란테 램프티(영어: Tariq Kwame Nii-Lante Lamptey, 2000년 9월 30일 ~ )는 잉글랜드에서 태어난 가나의 축구 선수이다. 그는 현재 잉글랜드 프리미어리그의 클럽 브라이턴 & 호브 앨비언 FC에서 뛰고 있다.